# Economie van Mexico

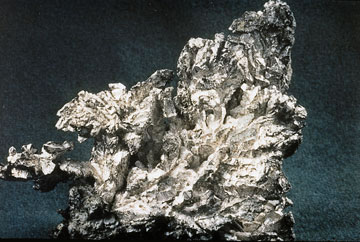
Mexico is 's werelds grootste exporteur van zilver

De economie van Mexico is een vrijemarkteconomie en, in absolute cijfers, een van de sterkste van Latijns-Amerika. De verschillen tussen arm en rijk zijn desalniettemin aanzienlijk. Het noorden is welvarender dan het zuiden. De munteenheid van Mexico is de Mexicaanse peso.
In 2015 was het bruto nationaal product (bnp) 1168 miljard Amerikaanse dollar, oftewel 9500 dollar per hoofd van de bevolking. De belangrijkste handelspartners zijn de Verenigde Staten en de Volksrepubliek China.

## Structuur
De Mexicaanse economie wordt gekenmerkt door een mengeling van ouderwetse en moderne industrie en landbouw. De primaire sector heeft aan aandeel van 3% in de economie, de secundaire sector ongeveer een derde en de tertiaire sector is dominant met een aandeel van zo'n 60%.
Mexico's belangrijkste agrarische exportproduct is maïs, waarvan het de vierde producent ter wereld is. De belangrijkste industriële sectoren zijn de automobielindustrie, de staalproductie en textiel. In 2015 produceerde het land bijna 19 miljoen ton staal en stond daarmee op nummer 13 in de ranglijst van staalproducerende landen. Mexico is 's werelds grootste producent van zilver en was in 2015 de 11e producent van aardolie wereldwijd. Het land is overigens geen lid van de OPEC. Verder zijn toerisme en geld dat door Mexicaanse emigranten uit de Verenigde Staten naar hun familieleden wordt gestuurd belangrijke bronnen van inkomsten.

### Overheid
De regering had in 2015 een begrotingstekort van 3,4%. De bijdrage van de oliesector was belangrijk, in 2010 leverde dit nog ongeveer een derde van de overheidsinkomsten op. Door de dalende olieproductie is dit gedaald naar minder dan een kwart in 2015. Om het verschil op te vangen is de belastingdruk verhoogd.

### Financiële sector
In het begin van de jaren tachtig was Mexico in een financiële crisis en zware recessie beland. De Mexicaanse peso stond onder zware druk en het geld vluchtte het land uit. De regering maakte in augustus 1982 bekend niet meer de schulden af te kunnen lossen en een maand later werden de banken genationaliseerd. In december 1982 werd Miguel de la Madrid president. Hij kwam met een verbeterprogramma wat onvoldoende resultaat opleverde, tussen 1983 en 1988 was de gemiddelde economische groei 0,1% per jaar en de bevolking verarmde aanzienlijk. Zijn opvolger Carlos Salinas de Gortari kwam met ambitieuze economische plannen. Hierin was ook de verkoop van staatsbedrijven opgenomen waaronder 18 commerciële banken die zo’n 70% van de deposito’s en leningen in handen hadden. Om de verkoopopbrengst voor de staat zo hoog mogelijk te laten zijn, was de regulering zwak en werden buitenlandse concurrenten nauwelijks toegestaan. Het was geen groot succes, het toezicht op de banken was beperkt en ze namen hoge risico’s. Het aandeel dubieuze leningen, leningen waar niet of met grote vertraging rente en aflossing op werd betaald, nam sterk toe. In 1994 brak de Tequilacrisis uit en de Mexicaanse regering pompte zo'n US$ 100 miljard in de banken om deze van de ondergang te redden. In 1997 waren de grootste problemen achter de rug en kregen buitenlandse banken toestemming in het land actief te worden en Mexicaanse banken te kopen. In december 1996 was nog slechts 7% van de bankactiva in handen van buitenlandse banken, in december 1999 was dit gestegen naar 20% en vier jaar later naar 82%. De drie grootste banken van het land zijn in handen van buitenlandse partijen gekomen. Grupo Financiero Bancomer was overgenomen door Banco Bilbao Vizcaya Argentaria (BBVA), Banco Santander Central Hispano heeft Serfín, Mexico's derde bank, in handen en Citigroup nam in 2001 Banamex over.
De centrale bank van het land is Banco de México. Deze heeft als hoofddoel de inflatie laag te houden. De belangrijkste effectenbeurs staat in de hoofdstad. De Bolsa Mexicana de Valores is na de beurs in Brazilië de grootste van Latijns-Amerika. De belangrijkste graadmeter voor de stemming op de aandelenbeurs is de S&P/BMV IPC index.

### Transport sector

#### Luchtvaart
In februari 1998 is de privatisering van de Mexicaanse luchthavens gestart. Het Ministerie van Communicatie en Transport (SCT) stelde een lijst op van 58 luchthavens die hiervoor in aanmerking kwamen. Hiervan zijn 35 luchthavens ondergebracht bij vier groepen, Grupo Aeroportuario del Pacífico (2017: 12 Mexicaanse luchthavens), Grupo Aeroportuario del Sureste (2017: 9), Grupo Aeroportuario del Centro-Norte (2017:13) en Grupo Aeroportuario de la Ciudad de México (2017: 1, de Internationale Luchthaven van Mexico-Stad). De privatisering bestond uit twee stappen. Eerst werd een belang van 15% verkocht aan een strategische aandeelhouder, vaak een partij die kennis heeft van de sector. In de tweede fase werd de rest van de aandelen verkocht via een beursgang aan binnen- en buitenlandse beleggers. Alleen bij de grootste luchthaven van het land in Mexico-Stad is de tweede fase nooit afgerond. Aeroméxico is de nationale luchtvaartmaatschappij van het land en er zijn ook veel lagekostenluchtvaartmaatschappijen actief zoals VivaAerobus en Volaris.

### Energie
Tot 1884 waren alle grondstoffen in handen van de Spaanse Kroon of de Mexicaanse overheid. In 1884 veranderde president Porfirio Díaz de wet en vanaf dat moment behoorden de grondstoffen aan de eigenaren van de grond. Díaz wilde het land ontwikkelen en bood ook meer ruimte voor buitenlandse investeerders. Aan het begin van de 20e eeuw werden het Amerikaanse oliebedrijf Pan American Petroleum en het Britse American Eagle actief in het land. Het duurde tot 1910 voor de eerste serieuze oliebron werd aangeboord, bij Tampico aan de Golf van Mexico. Mexico werd op slag een producent van wereldformaat. In 1921 leverde het 193 miljoen vaten olie, ongeveer 20% van de wereldproductie, en was daarmee de op een na grootste producent ter wereld.
In de Mexicaanse grondwet van 1917, artikel 27, werd opnieuw vastgelegd dat Mexico's natuurlijke hulpbronnen aan de Staat toebehoorden, doch dat grondwetsartikel was in de olie-industrie nog niet effectief. De Mexicaanse olie-industrie bleef in handen van buitenlandse bedrijven, met name uit de Verenigde Staten, het Verenigd Koninkrijk en Nederland. In 1918 had Royal Dutch Shell American Eagle overgenomen. De wil om veel geld te investeren, ook door de slechte veiligheidssituatie in het land, nam wel duidelijk af en de olieproductie daalde na 1921 weer net zo snel als het omhoog was gegaan. In 1937 werd de nationalisatie, Expropiación Petrolera, voltooid en nam de staatoliemaatschappij PEMEX alle activiteiten over.
PEMEX had lange tijd een monopolie op de winning en verwerking van aardolie. In de periode 2006 tot en met 2015 is de olieproductie gestaag gedaald, van 3,6 miljoen vaten per dag in 2006 naar 2,6 miljoen vaten in 2015. In 2013 deed de regering van president Enrique Peña Nieto het voorstel om buitenlandse maatschappijen ook toe te staan naar olie te zoeken in het land, hetgeen werd goedgekeurd. Detailhandelsbedrijf FEMSA heeft hiervan ook geprofiteerd en heeft in 2017 in Mexico een eigen netwerk van 452 Oxxo benzinestations opgebouwd.
Het staatsbedrijf Comisión Federal de Electricidad produceert elektriciteit en is monopolist het gebied van transmissie en distributie. Met PEMEX zijn het de twee belangrijkste en grootste energiebedrijven van het land.
Mexico produceerde 208 miljoen ton olie-equivalent (Mtoe) in 2014, voor 88% olie en gas. (1 Mtoe = 11,63 TWh, miljard kilowattuur.) Dat was iets meer dan nodig voor de energievoorziening, het TPES (total primary energy supply): 188 Mtoe. Het land exporteerde 15 Mtoe fossiele brandstof meer dan het importeerde.
Van de energie ging ongeveer 70 Mtoe verloren bij elektriciteitsopwekking en andere conversie in de energie industrie. 6 Mtoe werd gebruikt voor niet-energetische producten zoals smeermiddelen, asphalt en petrochemicaliën. Voor eindgebruikers resteerde 112 Mtoe waarvan 22 Mtoe = 250 TWh elektriciteit. De uitstoot van kooldioxide was 431 megaton, dat is 3,6 ton per persoon, iets minder dan het wereldgemiddelde 4,5 ton per persoon.

### Landbouw
De landbouwsector is gevarieerd. Maïs is een van de meest verbouwde gewassen. De avocado productie is belangrijk voor Mexico, dat de grootste producent ter wereld is. Mexico zorgt voor 45 percent van het aanbod op de internationale avocado markt. Het is ook een van de grootste producenten van tomaten. Meer dan de helft van de tomaten die in de Verenigde Staten verkocht worden, komen uit Mexico.

### Buitenlandse handel
In 2015 exporteerde Mexico voor US$ 380 miljard en importeerde in dat jaar goederen en diensten ter waarde van US$ 395 miljard. Het handelsbalanssaldo is meestal een relatief klein tekort. Door de dalende olieproductie sloeg in 2015 de energiebalans om, in dit jaar importeerde het land voor het eerste meer olie- en olieproducten dan het exporteerde. De export van auto's leverde de grootste bijdrage, in 2015 was de waarde US$ 115 miljard en de import van automobielen bleef steken op US$ 51 miljard.
Op 1 januari 1994 trad het Noord-Amerikaanse Vrijhandelsovereenkomst (NAFTA) in werking en Mexico neemt hieraan deel. Belangrijk onderdeel van de overeenkomst was een belangrijke reductie, tot nul procent, van import- en exporttarieven. Dit leidde tot de komst van maquiladoras in de grensstreek met de Verenigde Staten (VS). In deze fabrieken worden vooral arbeidsintensieve handelingen verricht. Grondstoffen of onderdelen worden vanuit de VS geïmporteerd, in de fabrieken worden de onderdelen geassembleerd en de eindproducten gaan terug naar de VS. Voor Europese en Aziatische bedrijven is Mexico ook een aantrekkelijk vestigingsland om de Amerikaanse markt te bedienen. In Mexico ligt het gemiddelde uurloon heel veel lager dan in de VS, in januari 2015 betaalde de Amerikaanse industrie gemiddeld US$ 19,70 per uur en in Mexico was dit US$ 2,50.
De belangrijkste handelspartner zijn de VS, in 2015 ging 85% van de export naar de directe buren in het noorden. In 2015 was de export US$ 123 miljard hoger dan de import uit de VS, hetgeen tot veel handelsspanningen heeft geleid sinds Donald Trump president is geworden. De handel met Canada is met zo'n US$ 10 miljard op jaarbasis veel kleiner en veel meer in evenwicht. Met de Volksrepubliek China heeft Mexico een groot handelstekort, in 2015 importeerde het goederen ter waarde van US$ 70 miljard terwijl de export naar China op US$ 5 miljard bleef steken.

## Geschiedenis
Van de Mexicaanse Revolutie tot de jaren 80 kende Mexico een semi-geleide economie. In 1938 werd de olie-industrie genationaliseerd en ook de meeste andere financiële en industrietakken volgden, waaronder telecommunicatie, zware industrie en spoorwegen. In de naoorlogse decennia kende Mexico een stabiele economische ontwikkeling. Het beleid van stabiliserende ontwikkeling van minister Antonio Ortiz Mena zorgde voor een jaarlijkse economische groei van meer dan 6%, zodat sommige economen wel spraken van het Mexicaanse wonder. Onder de presidenten Luis Echeverría (1970-1976) en José López Portillo (1976-1982) werd dit beleid losgelaten verhoogde het uitgavenpatroon. Tijdens de oliecrisis vloeiden de olie-inkomsten binnen, waarna de Mexicaanse regering alvast besloot een voorschot te nemen op de toekomstige rijkdom en besloot op grote schaal te lenen. Nadat de oliemarkt instortte kwam Mexico in de problemen, en in 1982 maakte het land bekend zijn buitenlandse schulden niet meer af te kunnen betalen (zie Latijns-Amerikaanse schuldencrisis).
Onder Miguel de la Madrid (1982-1988) en onder druk van het Internationaal Monetair Fonds werd begonnen met een neoliberaal hervormingsprogramma, dat werd versneld onder Carlos Salinas (1988-1994). Mexico sloot zich begin 1994 aan bij de Noord-Amerikaanse Vrijhandelsovereenkomst (NAFTA) met Canada en de Verenigde Staten. Het heeft vrijhandelsverdragen gesloten met de Europese Unie, Japan en veel landen in Latijns-Amerika en heeft meer vrijhandelsovereenkomsten gesloten dan enig ander land ter wereld.
In december 1994 en begin 1995 kreeg Mexico te maken met een pesocrisis, waarvan het tussen 1996 en 1999 grotendeels is hersteld. Consumptie, een toenemende werkgelegenheid en hogere lonen zijn de belangrijkste redenen geweest voor het herstel. De munteenheid van Mexico, de Mexicaanse peso, is na de crisis van 1994 stabiel gebleven. In de eerste jaren van het derde millennium is de neoliberale weg voortgezet.

## Problemen
Grote economische problemen zijn corruptie, misdaad en een enorme kloof tussen arm en rijk. Criminele activiteiten en corruptie zorgen volgens de Wereldbank voor 9% van Mexico's bruto nationaal product en het land kent een uitgebreide informele sector. Veel bedrijven die in de jaren 90 zijn geprivatiseerd, zijn door corruptie en vriendjespolitiek in de handen van een paar machtigen terechtgekomen, zodat veel bedrijven de facto een monopoliepositie bezitten.

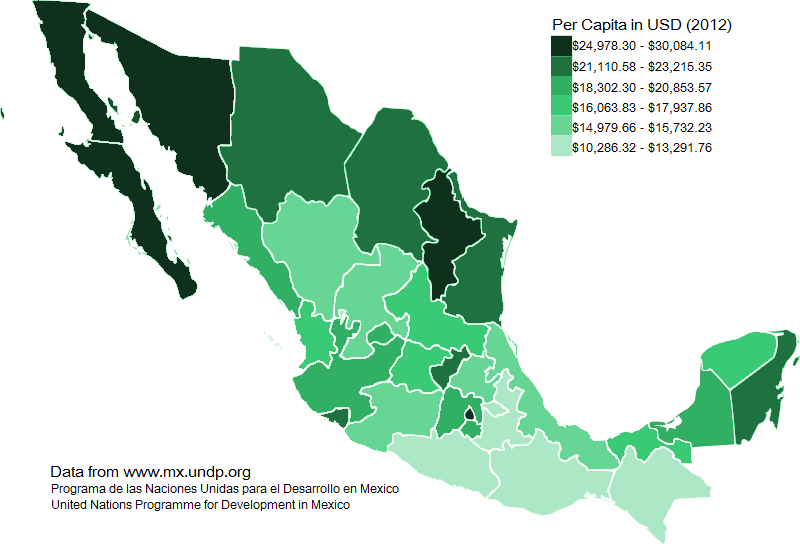
Inkomen per hoofd naar regio (2012)

Mexico kent een grote kloof tussen arm en rijk, de Gini-coëfficiënt van Mexico is het hoogste van alle leden van de Organisatie voor Economische Samenwerking en Ontwikkeling (OESO). 40% van de bevolking leeft onder de armoedegrens en 17,6% van de bevolking leeft in extreme armoede. 20% van de bevolking verdient 55% van het inkomen. Mexico's rijkste gemeente, San Pedro Garza García in Nuevo León, heeft een hogere score op de Index van de menselijke ontwikkeling dan Italië, terwijl de armste plaats, Metlatonoc in Guerrero, op het niveau van Malawi staat.
De schuldenlast drukt zwaar op de Mexicaanse begroting. In 1982, het jaar waarin Mexico bekendmaakte zijn buitenlandse schulden niet meer te kunnen betalen en de Latijns-Amerikaanse schuldencrisis begon bedroeg de buitenlandse schuld US$ 57 miljard, een bedrag dat is opgelopen tot US$ 159,8 miljard in 2004. Tussen 1982 en 2001 heeft Mexico US$ 478 miljard betaald aan schulden en rente.